# آندرکات
آندرکات (به انگلیسی: Undercut) مدل مویی است که از دهه ۱۹۱۰ تا دهه ۱۹۴۰، بیشتر در مردان، مد بود و در دهه ۱۹۸۰ شاهد احیای مداوم رشد بود تا اینکه در دهه ۲۰۱۰ دوباره کاملاً مد شد. به‌طور معمول، موهای بالای سر بلند بوده و از طرف یا مرکز از هم جدا شده‌اند، در حالی که پشت و پهلوها بسیار کوتاه وز می‌شوند.

## ریشه‌ها

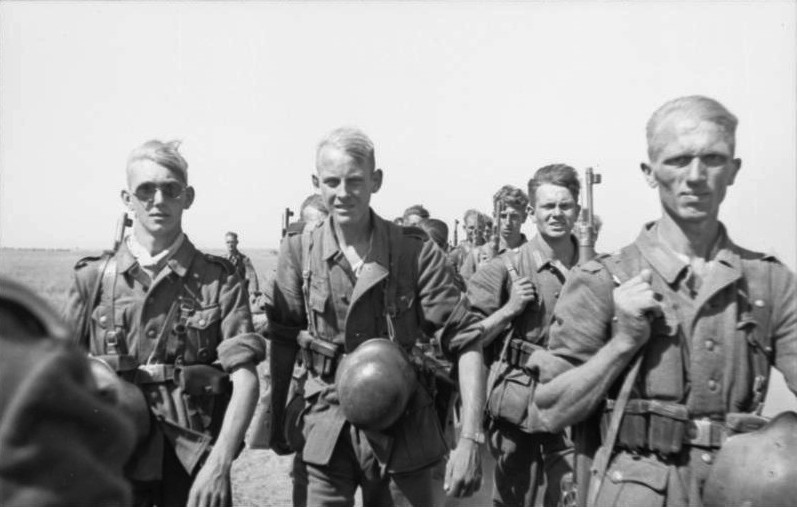
سربازان ورماخت با زیربار در ۱۹۴۲.

از نظر تاریخی، آندرکات با فقر، و عدم توانایی جوانان برای انتخاب یک آرایشگر مناسب برای اصلاح کردن مو بوده‌است. از اوایل قرن بیستم تا دهه ۱۹۲۰ میلادی، افراد کم فروغ در میان مردان جوان طبقه کارگر به ویژه اعضای باندهای خیابانی محبوب بود. در گلاسکو میان سالهای جنگ، پسران مدل مویی را انتخاب می‌کردند که بلند باشد و در پشت و پهلوها بریده شود. همچنین با وجود خطر آتش‌سوزی، از موم پارافین زیادی برای نگه داشتن مو در جای خود استفاده شد. پیکی بلایندرز هم موهای خود را با این شکل اصلاح می‌کردند.

## نگارخانه

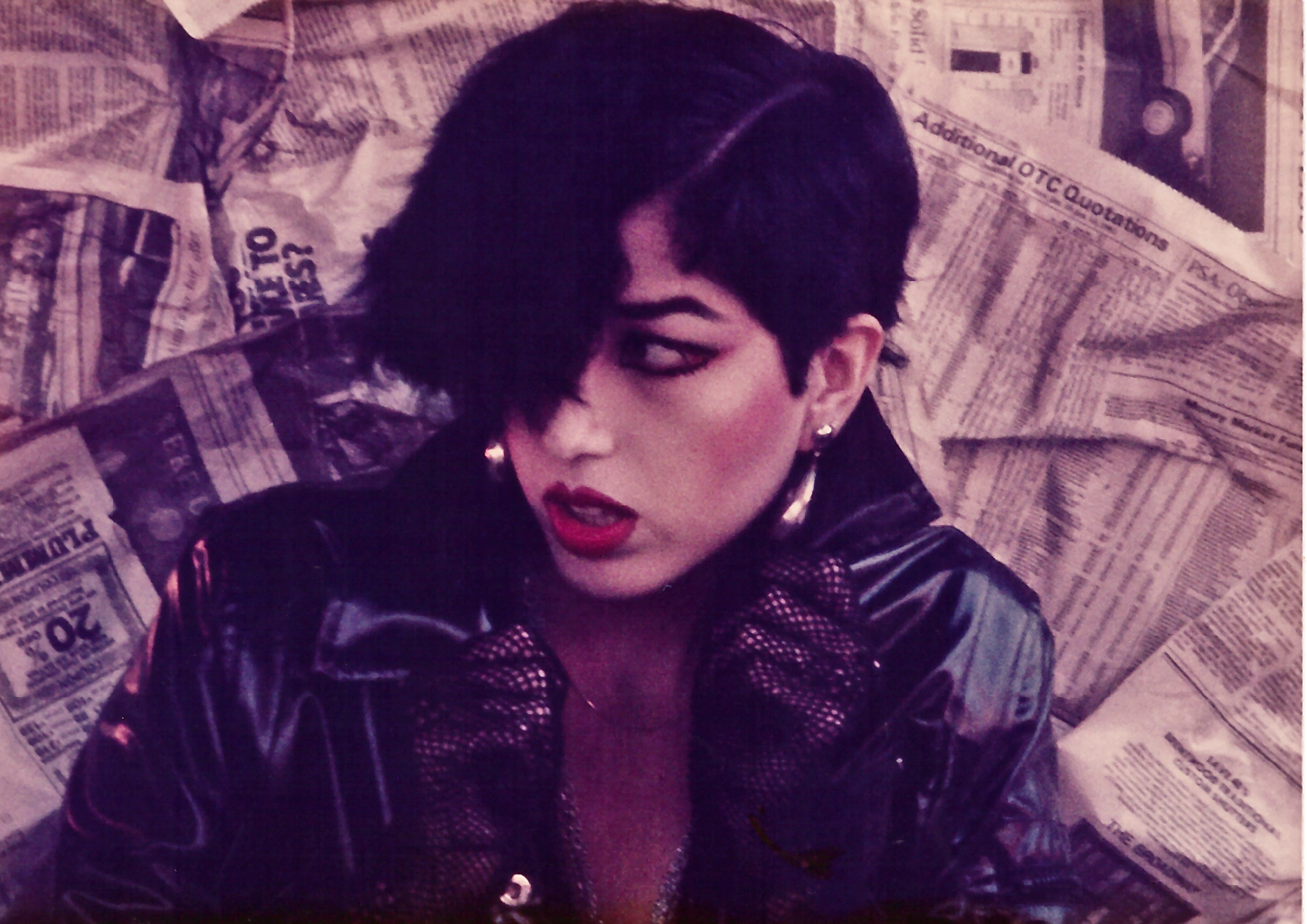
آلیس بگ در دهه ۱۹۸۰
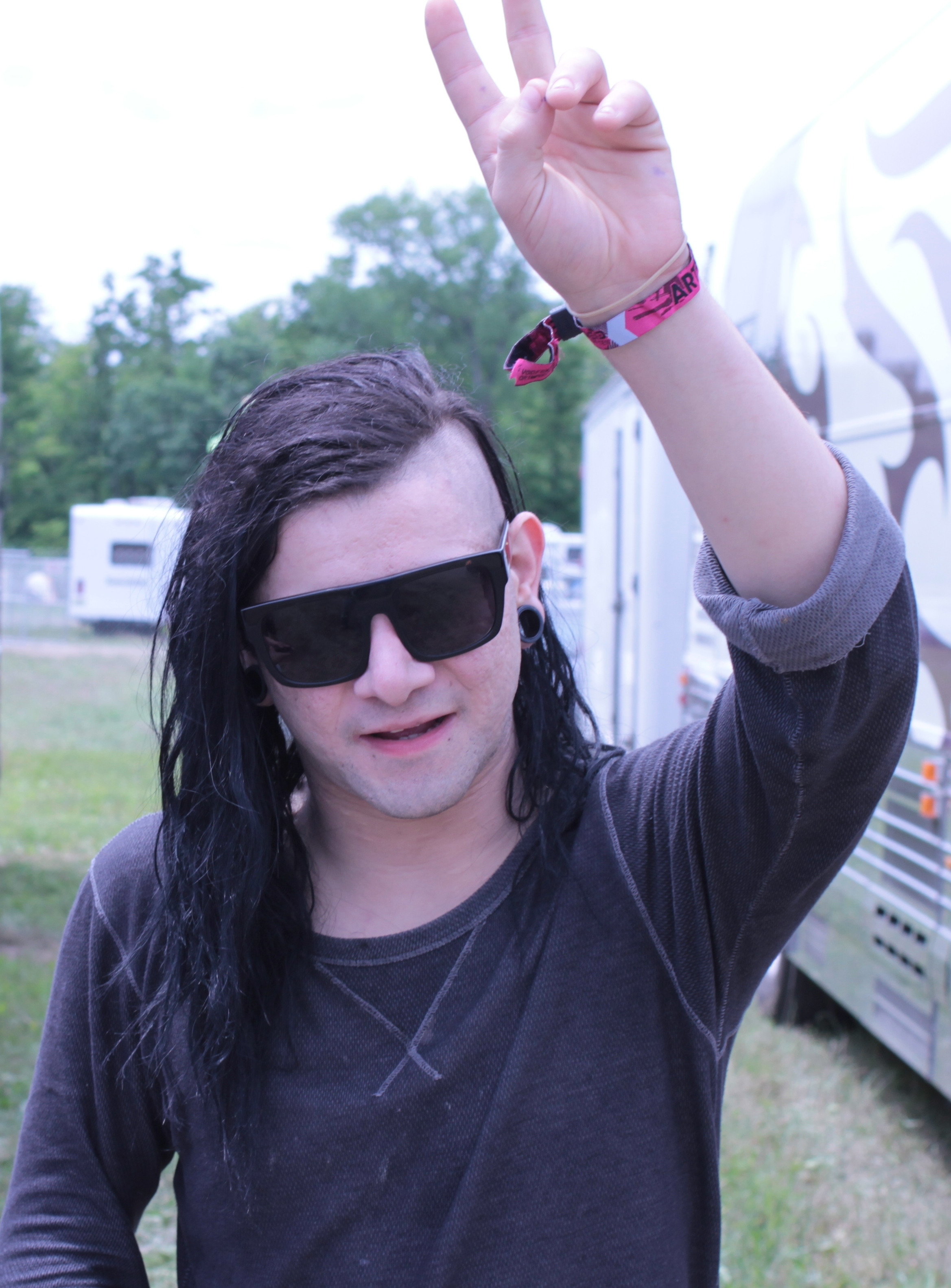
اسکریلیکس با نوعی متفاوت از آندرکات
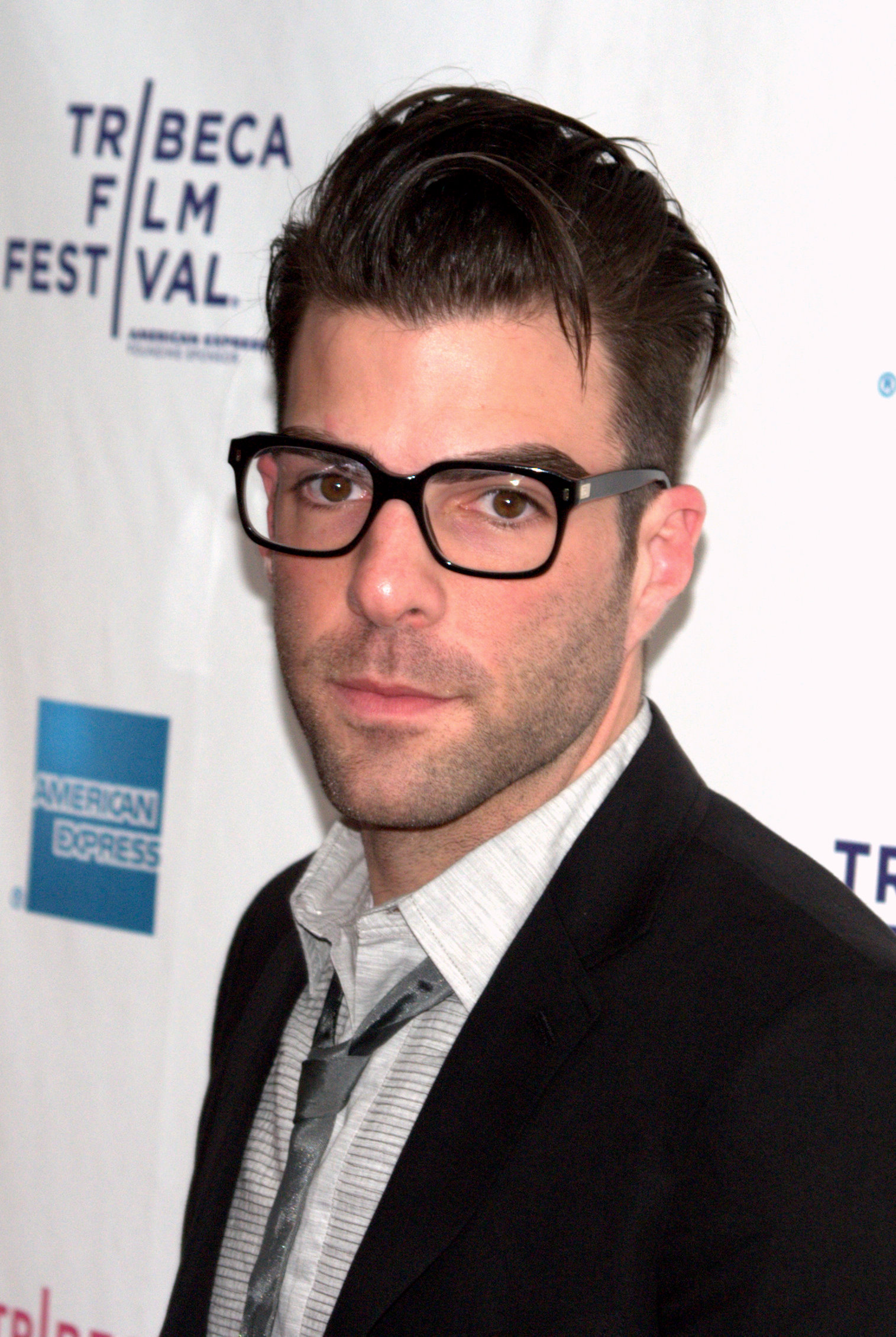
زکری کینتو با مدل موی آندرکات در سال ۲۰۰۹
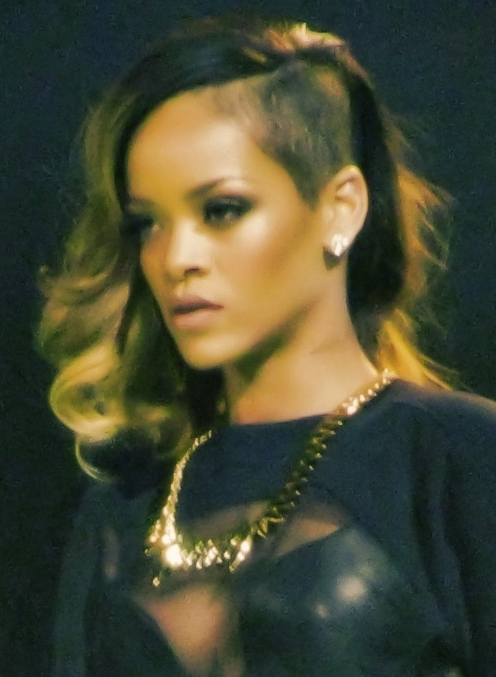
ریانا با مدل موی آندرکات خود در سال ۲۰۱۳
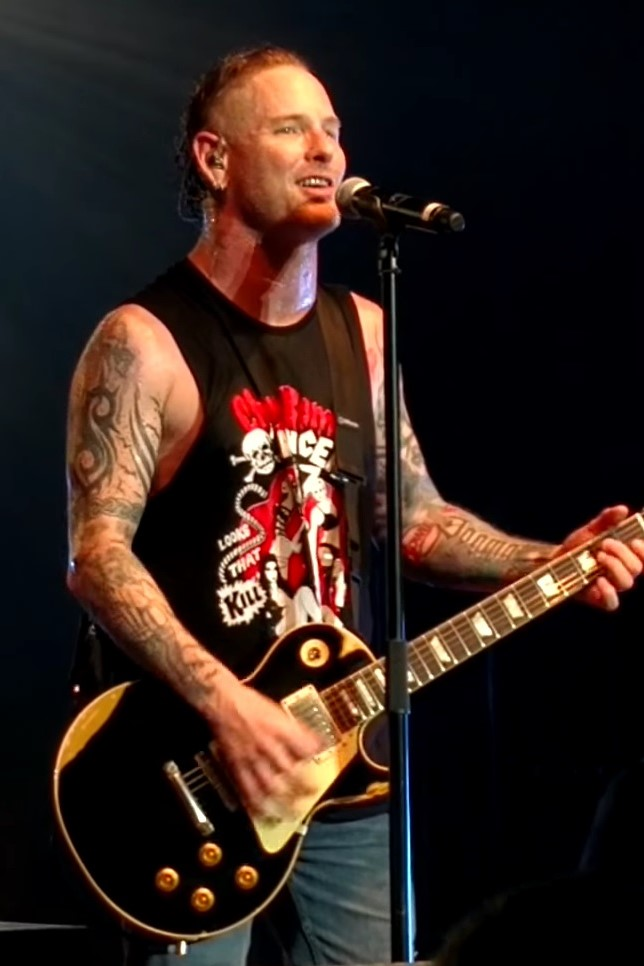
کوری تیلور در سال ۲۰۱۸